# Armoy (Alta Saboya)
 Armoy  es una comuna y población de Francia, en la región de Auvernia-Ródano-Alpes, departamento de Alta Saboya, en el distrito de Thonon-les-Bains y cantón de Thonon-les-Bains-Est.
Su población en el censo de 1999 era de 940 habitantes.
Está integrada en la Communauté de communes des Collines du Léman .

## Demografía
| 221 | 227 | 425 | 594 | 775 | 940 |
| Para los censos de 1962 a 1999 la población legal corresponde a la población sin duplicidades (Fuente: INSEE [Consultar]) |     |     |     |     |     |